# Хтун-Казмаляр
Хтун-Казмаляр — село в Магарамкентском районе Дагестана. Входит в состав сельсовета «Тагиркент-Казмалярский».

## Географическое положение
Расположено в 26 км к северо-востоку от районного центра с. Магарамкент, примыкает к восточной части села Тагиркент-Казмаляр.

## Население
| 1926 | 1939 | 1970 | 1989 | 2002  | 2010  | 2021  |
| ---- | ---- | ---- | ---- | ----- | ----- | ----- |
| 229  | →229 | ↗745 | ↗920 | ↗1514 | ↘1509 | ↗1555 |